# Century Gothic
Century Gothic is een schreefloos lettertype uitgebracht door Monotype in 1991. Het lettertype is beïnvloed door de lettertypen Futura en Twentieth Century. Het ontwerp van Century Gothic is simpel opgebouwd; tekens bestaan slechts uit lijnen, punten en ronde vormen.
Volgens onderzoek aan de University of Wisconsin–Green Bay verbruikt Century Gothic minder inkt dan de meeste schreefloze lettertypes. Uit het onderzoek blijkt dat het rond de 30% minder inkt verbruikt dan Arial. De General Services Administration van de Verenigde Staten adviseert het gebruik van Century Gothic aan ambtenaren.

## Voorbeelden

Partij voor de Vrijheid
House M.D.
Islam Democraten